# Fanbergen

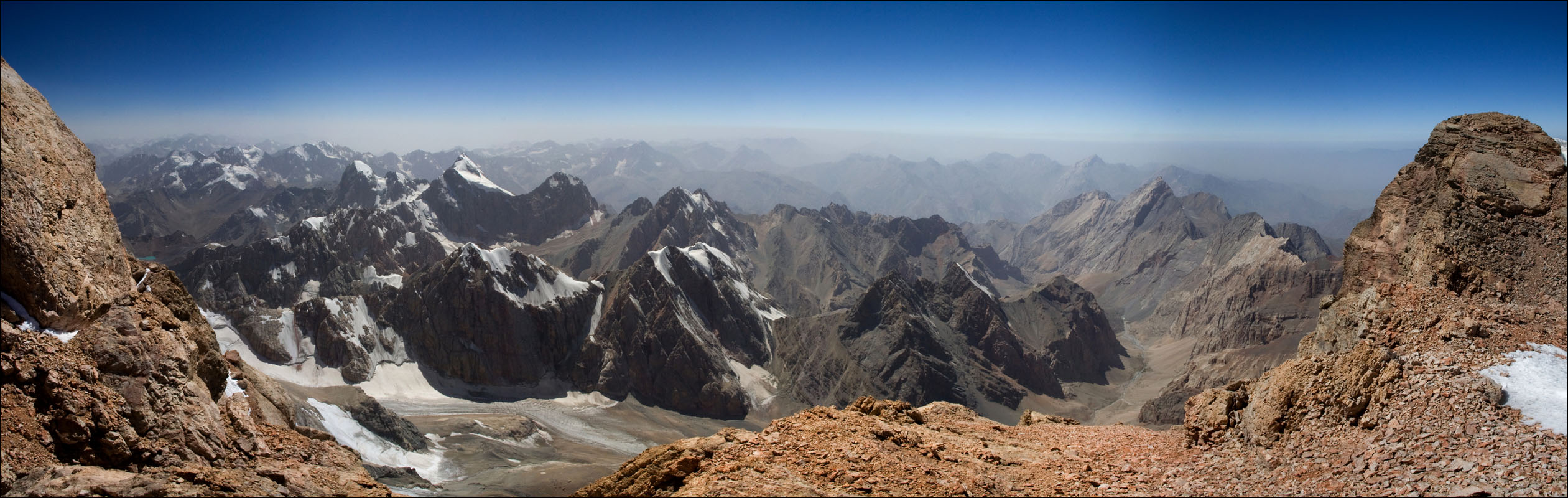
Panorama från Sjimtarga

Fanbergen (ryska:Фанские горы, "Fanskie gory", eller Фаны, "Fany") är den högsta, centrala delen av Zeravsjanbergen, i väster och öster begränsad av floderna Arsjamajdan (Арчамайдан) respektive Fandarja (Фандарья) och belägen i södra delen av provinsen Sughd i Tadzjikistan. I området finns flera toppar över 5 000 m ö.h., den högsta är Pik Sjimtarga (Пик Чимтарга) på 5 489 m ö.h. Bergen består huvudsakligen av paleozoisk kalksten. I bergen flera pittoreska sjöar, den mest kända är Iskanderkul, som avvattnas av Iskanderdarja, vilken bildar Fanbergens gräns mot Gissarbergen i söder. Området är ett populärt turistmål (speciellt trekking och bergsbestigning).

## Högre toppar
- Pik Sjimtarga (Пик Чимтарга) 5489 m ö.h.
- Pik Bolsjaja Ganza (Пик Большая Ганза) 5306 m ö.h.
- Pik Bodchona (Пик Бодхона) 5138 (5152?) m ö.h.
- Pik Mirali (Пик Мирали) 5132 (5106?) m ö.h.
- Pik Energija (Пик Энергия) 5120 m ö.h.
- Pik Zamok (Пик Замок) 5070 m ö.h.
- Pik Sjapdara (Пик Чапдара) 5050 m ö.h.
- Pik Moskva (Пик Москва) 5046 m ö.h.
- Pik Linkor (Пик Линкор) 5039 m ö.h.
- Pik Malaja Ganza (Пик Малая Ганза) 5031 (4956?) m ö.h.

## Galleri

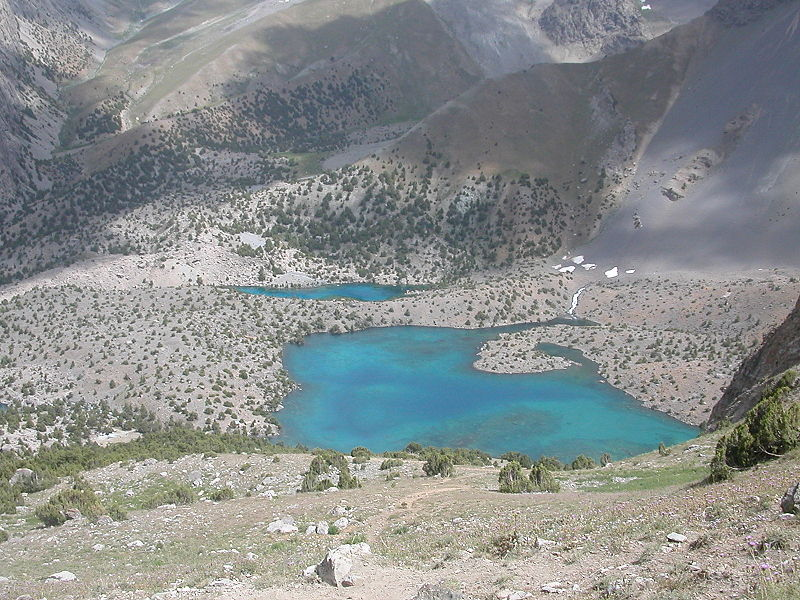
Alaudin-sjöarna
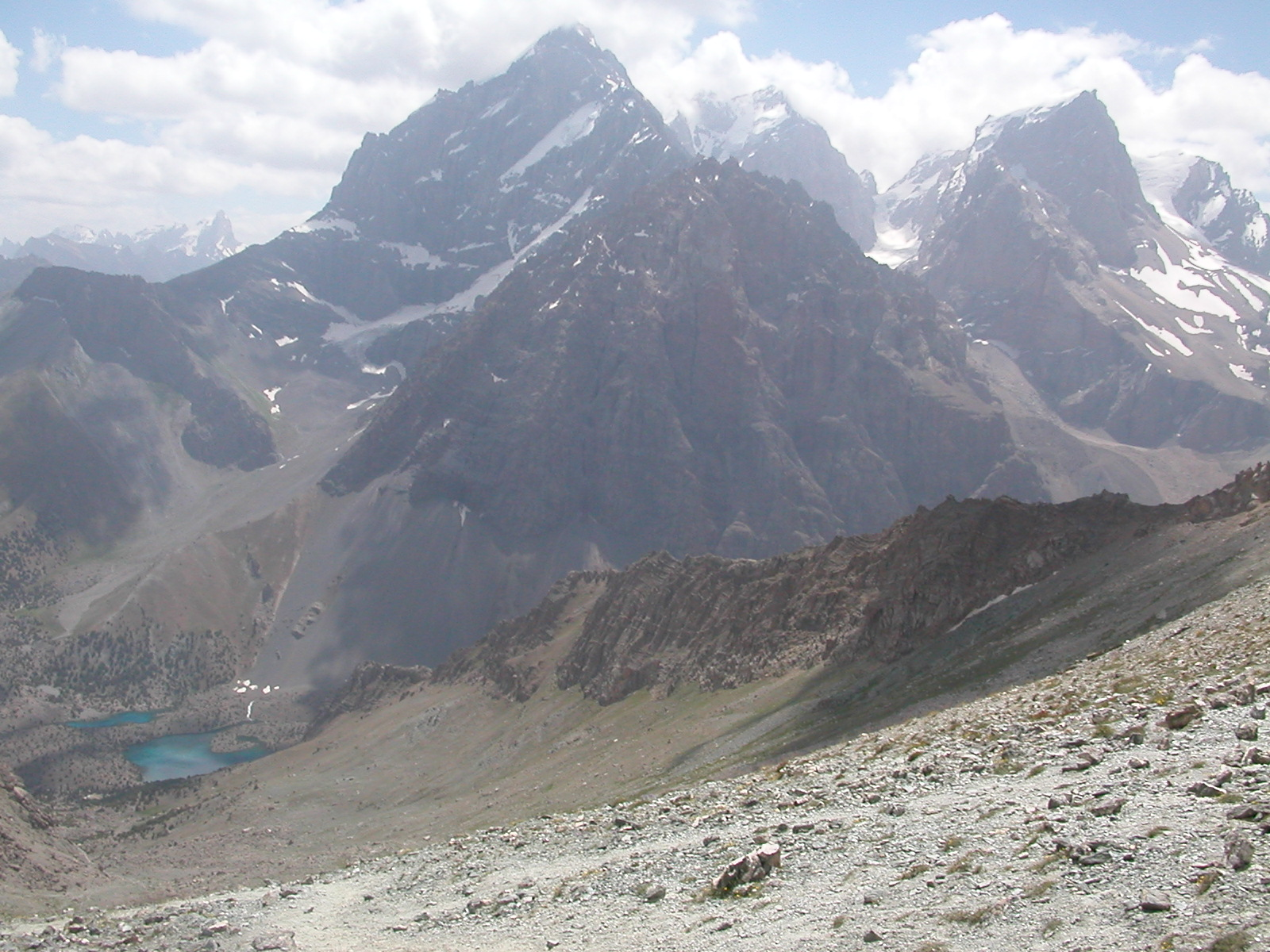
Sjapdara och Bodchona
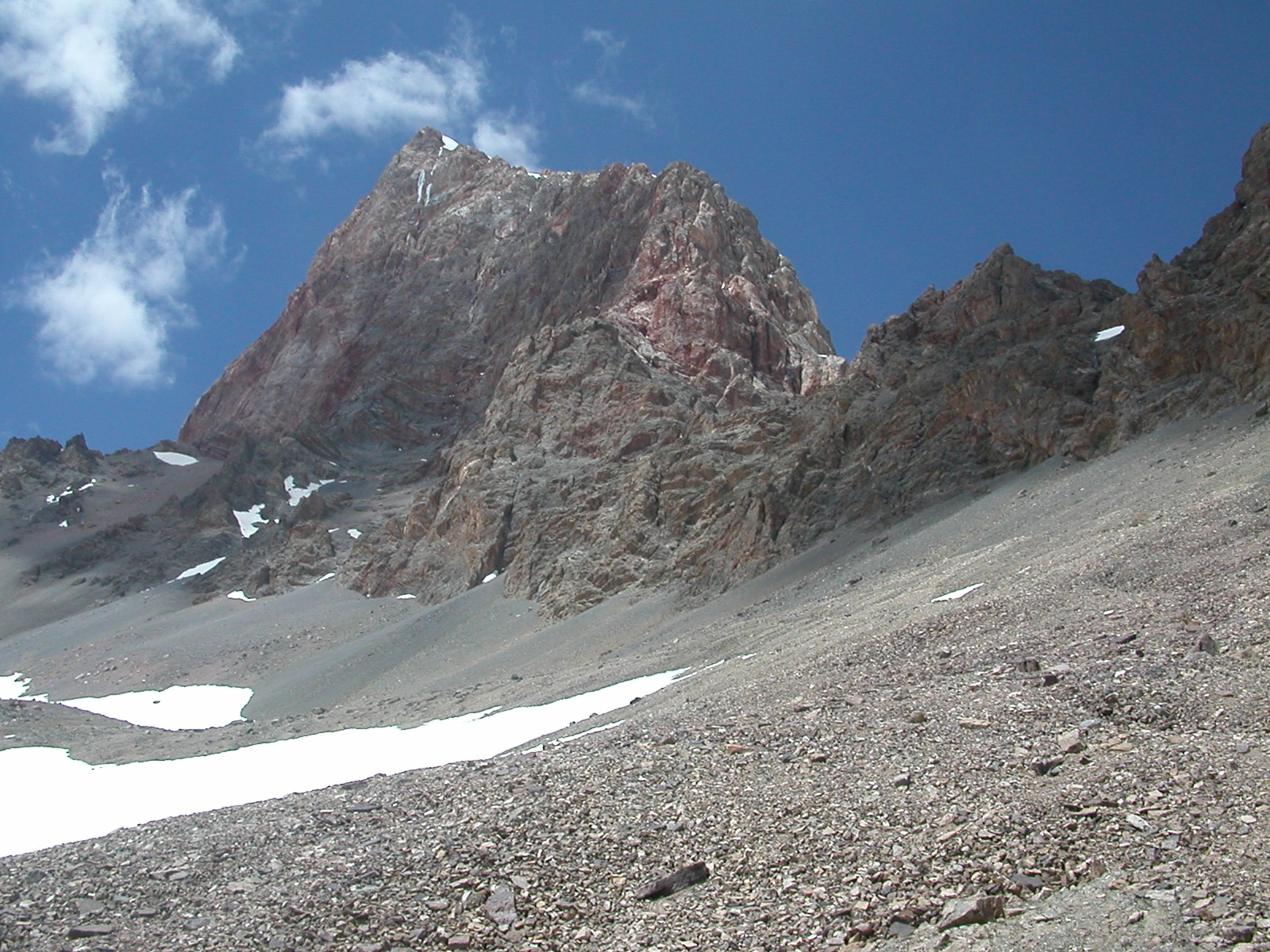
Sjimtarga
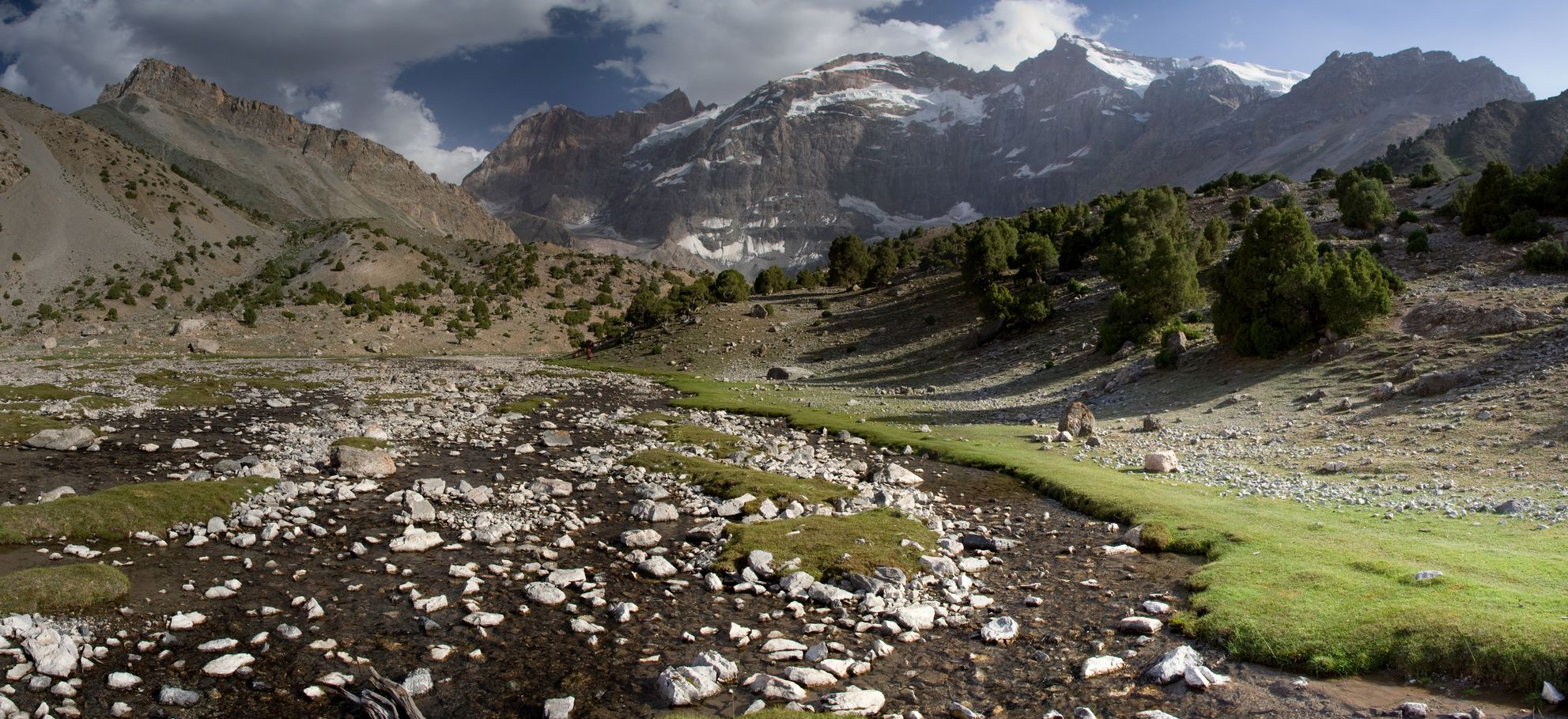
Mirali och Sjimtarga
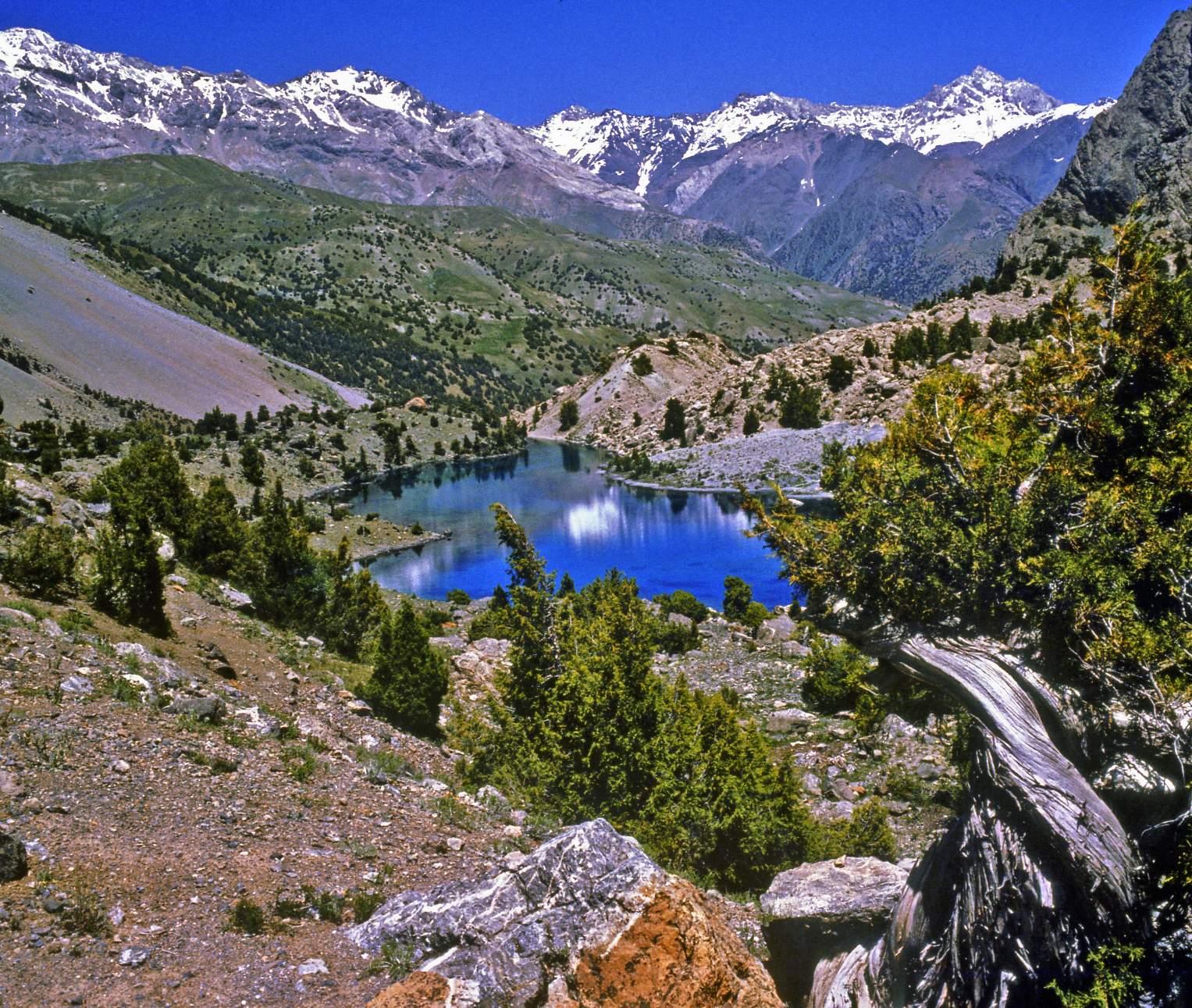
Pittoresk sjö i Fanbergen
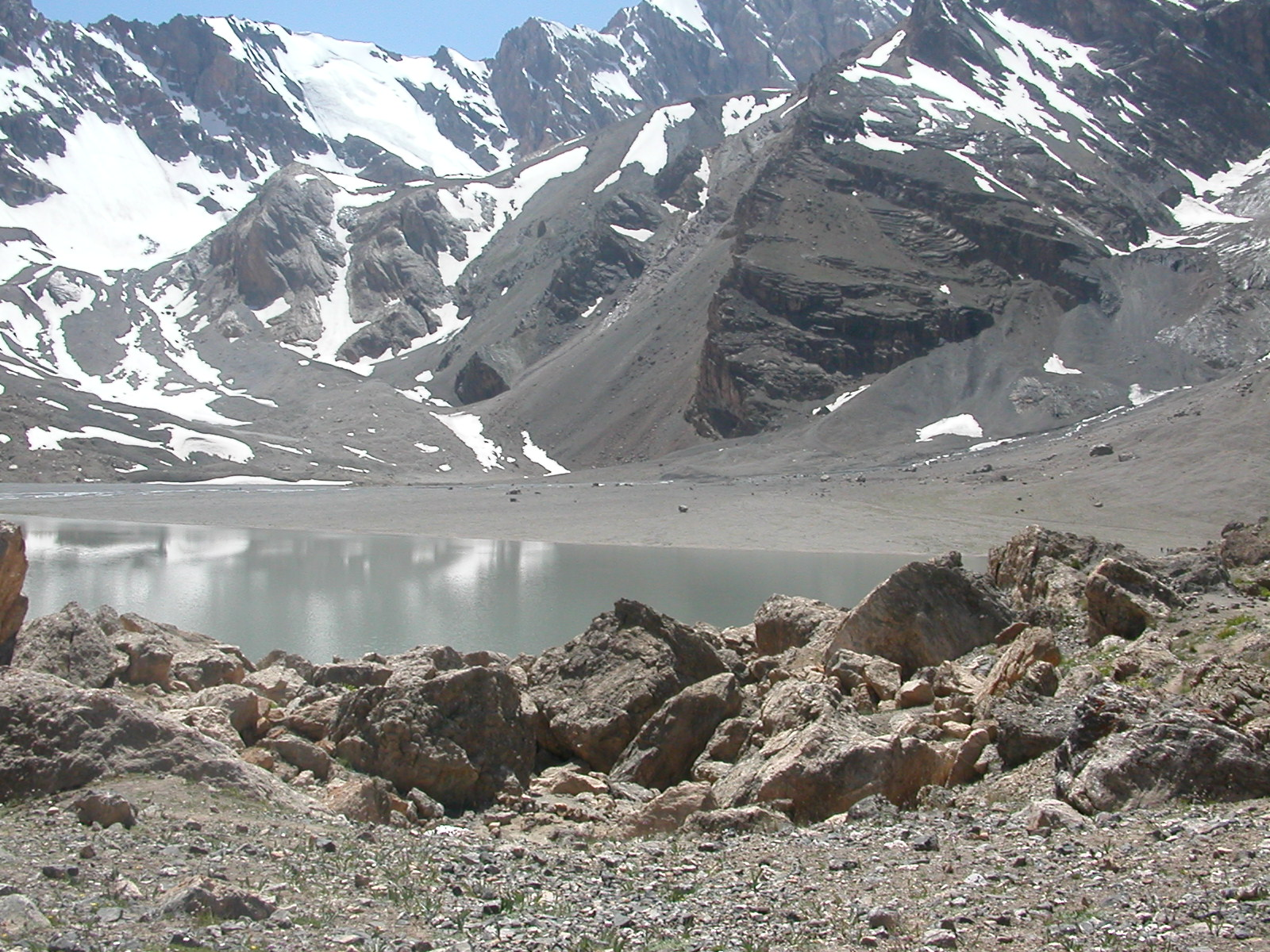
Sjön Mutnye Ozjera